# Microula tangutica
Microula tangutica är en strävbladig växtart som beskrevs av Maximowicz. Microula tangutica ingår i släktet Microula och familjen strävbladiga växter. Inga underarter finns listade i Catalogue of Life.